# Nigéria colonial
A Nigéria Colonial, oficialmente Colônia e Protetorado da Nigéria, foi um domínio britânico localizado na África Ocidental, que corresponde a atual Nigéria, durante os séculos XIX e XX. A influência britânica começou com a proibição de comércio de escravos para súditos britânicos em 1807. O colapso resultante do tráfico de escravos africanos levou ao declínio e eventual colapso do Império Edo. O Reino Unido anexa Lagos em 1861 e estabelece o Protetorado de Oil River em 1884. A influência britânica na área do Níger aumentou gradualmente ao longo do século XIX, mas o Reino Unido não ocupou efetivamente a área até 1885. Outras potências europeias reconheceram o poder deste sobre a área na Conferência de Berlim neste ano.
De 1886 a 1899, grande parte do país foi governado pela Royal Niger Company e por George Taubman Goldie. Em 1900, os protetorados Sul e Norte da Nigéria passaram da empresa às mãos da Coroa. Por insistência do governador Frederick Lugard, os dois territórios foram amalgamados como Colônia e Protetorado da Nigéria, mantendo uma considerável autonomia regional entre as três grandes regiões. Constituições progressistas após a Segunda Guerra Mundial foram fornecidas para aumentar a representação e governo eleitoral pelos nigerianos. O período colonial adequado na Nigéria durou entre 1900 e 1960, depois disso esta ganha sua independência.

## Visão geral
Através de uma sequência progressiva de regimes, o Reino Unido impôs a regra autocrática na área da África Ocidental, que veio a ser conhecido como Nigéria.

## Origens da influência britânica
Em 1700, o Império Britânico e outras potências europeias tiveram assentamentos e fortes na África Ocidental, mas ainda não haviam estabelecido as colônias de plantações em grande escala, que existiam nas Américas. Adam Smith escreveu em 1776 que as sociedades africanas foram mais bem estabelecidas e mais populosas do que as das Américas, criando assim uma barreira mais terrível para a expansão europeia.